# Michal Šamko
Michal Šamko (* 1967 Jičín) je spisovatel, aktivista, lektor a předseda občanského sdružení.

## Život a dílo
Narodil se v Jičíně, jeho rodina přišla do Čech ze Slovenska. Dětství prožil v Radkyni. Chtěl studovat střední zemědělskou školu, ale byl komunisty přinucen vyučit se zedníkem. Pracoval v různých oborech, například ve zdravotnictví, jako aktivista, politik v Romské občanské iniciativě (ROI), lektor vzdělávacích programů o romské historii, podnikal ve stavebnictví. Žije ve Staré Pace. V roce 2000 vystudoval Střední odbornou školu sociálněprávní v Kolíně a začal se v Královéhradeckém kraji zapojovat do romského hnutí, stal se předsedou občanského sdružení Wakeren – Mluvte.
Svou první romsko-českou báseň uveřejnil na konci devadesátých let v časopise Mladý svět. Po setkání s romistkou Milenou Hübschmannovou začal psát v romském jazyce naplno. Svou tvorbu publikoval nejen v časopise romistických studií Romano džaniben, ale i v měsíčníku pro světovou literaturu Plav. Jeho poezie i próza se objevily knižně ve výboru Sytá duše / Čalo voďi (2007) nebo v antologiích Všude samá krása (2021), Samet blues (2021). Jeho knižní debut Májky a totemy vyšel v roce  2023, jde o částečně autobiografickou prózu pro starší děti a mládež, v níž se vrací do svého dětství v Podkrkonoší 70. let.